# Leavenworth (Kansas)
Leavenworth és una població dels Estats Units a l'estat de Kansas. Segons el cens de 2010 tenia 35.251 habitants. Segons el cens del 2000, Leavenworth tenia 35.420 habitants, 12.035 habitatges, i 8.219 famílies. La densitat de població era de 581,7 habitants/km².

## Personatges cèlebres
- Melissa Etheridge, cantant de rock i compositora